# Пейсли (Флорида)
Пейсли (англ. Paisley) — статистически обособленная местность, расположенная в округе Лейк (штат Флорида, США) с населением в 734 человека по статистическим данным переписи 2000 года.

## География
По данным Бюро переписи населения США, статистически обособленная местность Пейсли имеет общую площадь в 8,81 квадратных километров, из которых 8,55 кв. километров занимает земля и 0,26 кв. километров — вода. Площадь водных ресурсов округа составляет 2,95 % от всей его площади.
Статистически обособленная местность Пейсли расположена на высоте 22 м над уровнем моря.

## Демография
По данным переписи населения 2000 года, в Пейсли проживало 734 человека, 217 семей, насчитывалось 317 домашних хозяйств и 396 жилых домов. Средняя плотность населения составляла около 83,31 человека на один квадратный километр. Расовый состав населённого пункта распределился следующим образом: 97,41 % белых, 0,68 % — коренных американцев, 0,54 % — азиатов, 0,14 % — представителей смешанных рас, 1,23 % — других народностей. Испаноговорящие составили 1,63 % от всех жителей статистически обособленной местности.
Из 317 домашних хозяйств в 24,6 % воспитывали детей в возрасте до 18 лет, 53,3 % представляли собой совместно проживающие супружеские пары, в 10,1 % семей женщины проживали без мужей, 31,5 % не имели семей. 24,0 % от общего числа семей на момент переписи жили самостоятельно, при этом 11,7 % составили одинокие пожилые люди в возрасте 65 лет и старше. Средний размер домашнего хозяйства составил 2,32 человек, а средний размер семьи — 2,73 человек.
Население статистически обособленной местности по возрастному диапазону по данным переписи 2000 года распределилось следующим образом: 22,8 % — жители младше 18 лет, 4,6 % — между 18 и 24 годами, 25,9 % — от 25 до 44 лет, 24,0 % — от 45 до 64 лет и 22,8 % — в возрасте 65 лет и старше. Средний возраст жителей составил 43 года. На каждые 100 женщин в Пейсли приходилось 97,8 мужчин, при этом на каждые сто женщин 18 лет и старше приходилось 91,6 мужчин также старше 18 лет.
Средний доход на одно домашнее хозяйство статистически обособленной местности составил 29 000 долларов США, а средний доход на одну семью — 38 500 долларов. При этом мужчины имели средний доход в 29 732 доллара США в год против 26 111 долларов среднегодового дохода у женщин. Доход на душу населения статистически обособленной местности составил 29 000 долларов в год. 14,0 % от всего числа семей в населённом пункте и 17,4 % от всей численности населения находилось на момент переписи населения за чертой бедности, при этом 21,1 % из них были моложе 18 лет и 15,8 % — в возрасте 65 лет и старше.